# Кубок Райдера
Кубок Райдера (англ. Ryder Cup Matches) — престижне командне змагання з гольфу, що розігрується кожні два роки між збірними командами США та Європи. Кубок був уперше розіграний 1927 року між командами США та Великої Британії. Для вирівнювання шансів команд з 1979 року британська команда стала підсилюватися гравцями з інших європейських країн. 
Формат змагання змінювався. Сучасний турнір проводиться впродовж трьох днів, господарі чергуються. В перші два дні відбуваються командні матчі: 8 форсамів та 8 форболів, в останній день розігрується 12 одиночних матчів.  
Турнір 2001 року був перенесений на рік через терористичний акт 11 вересня.

## Результати
| † | Нічия |

| Рік  | Переможці       | Рахунок | Переможені                 | Клуб                                                  | Місце                                  | Капітан ВБ/Європи     | США             |
| ---- | --------------- | ------- | -------------------------- | ----------------------------------------------------- | -------------------------------------- | --------------------- | --------------- |
| 1927 | США             | 9½–2½   | Велика Британія            | Кантрі-клуб Вустера                                   | Вустер                                 | Тед Рей               | Волтер Геген    |
| 1929 | Велика Британія | 7–5     | США                        | Гольф-клуб Муртаун                                    | Лідс, Йоркшир, Англія                  | Джордж Данкан         | Волтер Геген    |
| 1931 | США             | 9–3     | Велика Британія            | Кантрі-клуб Скіото                                    | Колумбус, Огайо                        | Чарлз Віткомб         | Волтер Геген    |
| 1933 | Велика Британія | 6½–5½   | США                        | Гольф-клуб Саутпорта й Ейнсдейла                      | Саутпорт, Ланкашир, Англія             | Джон Генрі Тейлор     | Волтер Геген    |
| 1935 | США             | 9–3     | Велика Британія            | Кантрі-клуб Риджвуд                                   | Парамус, Нью-Джерсі                    | Чарлз Віткомб         | Волтер Геген    |
| 1937 | США             | 8–4     | Велика Британія            | Гольф-клуб Саутпорта й Ейнсдейла                      | Саутпорт, Ланкашир, Англія             | Чарлз Віткомб         | Волтер Геген    |
| 1947 | США             | 11–1    | Велика Британія            | Гольф-клуб Портленда                                  | Портленд, Орегон                       | Генрі Коттон          | Бен Гоган       |
| 1949 | США             | 7–5     | Велика Британія            | Гольф-клуб Гентон                                     | Скарборо, Йоркшир, Англія              | Чарлз Віткомб         | Бен Гоган       |
| 1951 | США             | 9½–2½   | Велика Британія            | Пайнгерст-Різорт. Траса № 2                           | Пайнгерст, Північна Кароліна           | Артур Лейсі           | Сем Снід        |
| 1953 | США             | 6½–5½   | Велика Британія            | Клуб Вентворт                                         | Вірджинія-Вотерс, Суррей, Англія       | Генрі Коттон          | Ллойд Мангрум   |
| 1955 | США             | 8–4     | Велика Британія            | Кантрі-клуб Тандерберд                                | Ранчо Міраж, Каліфорнія                | Дей Різ               | Чік Гарберт     |
| 1957 | Велика Британія | 7½–4½   | США                        | Гольф-клуб Ліндрік                                    | Ротергем, Йоркшир, Англія              | Дей Різ               | Джек Берк, мол. |
| 1959 | США             | 8½–3½   | Велика Британія            | Гольф-клуб Ельдорадо                                  | Індіан-Веллс, Каліфорнія               | Дей Різ               | Сем Снід        |
| 1961 | США             | 14½–9½  | Велика Британія            | Королівський гольф-клуб Літема і Св. Анни             | Літем і св. Анна, Ланкашир, Англія     | Дей Різ               | Джеррі Барбер   |
| 1963 | США             | 23–9    | Велика Британія            | Гольф-клуб Іст-Лейк                                   | Атланта, Джорджія                      | Джон Феллон           | Арнолд Палмер   |
| 1965 | США             | 19½–12½ | Велика Британія            | Королівський гольф-клуб Беркдейл                      | Саутпорт, Ланкашир, Англія             | Гаррі Вітмен          | Байрон Нелсон   |
| 1967 | США             | 23½–8½  | Велика Британія            | Гольф-клуб чемпіонів                                  | Х'юстон, Техас                         | Дей Різ               | Бен Гоган       |
| 1969 | США[A]          | 16–16†  | Велика Британія            | Королівський гольф-клуб Беркдейл                      | Саутпорт, Ланкашир, Англія             | Ерік Браун            | Сем Снід        |
| 1971 | США             | 18½–13½ | Велика Британія            | Кантрі-клуб Олд-Ворсон                                | Сент-Луїс, Міссурі                     | Ерік Браун            | Джей Геберт     |
| 1973 | США             | 19–13   | Велика Британія & Ірландія | Муїрфілд                                              | Галлейн, Шотландія                     | Бернард Гант          | Джек Берк, мол. |
| 1975 | США             | 21–11   | Велика Британія & Ірландія | Гольф-клуб Лорел-Веллі                                | Лігоньєр, Пенсільванія                 | Бернард Гант          | Арнолд Палмер   |
| 1977 | США             | 12½–7½  | Велика Британія & Ірландія | Королівський гольф-клуб Літема і Св. Анни             | Літем і св. Анна, Ланкашир, Англія     | Браяк Гаггетт         | Доу Фінстервалд |
| 1979 | США             | 17–11   | Європа                     | Грінбраєр, Траса Грінбраєр                            | Вайт-Сулфур-Спрингс, Західна Вірджинія | Джон Джекобс          | Біллі Каспер    |
| 1981 | США             | 18½–9½  | Європа                     | Гольф-клуб Волтон-Гіт                                 | Волтон-он-те-Гілл, Суррей, Англія      | Джон Джекобс          | Дейв Марр       |
| 1983 | США             | 14½–13½ | Європа                     | Національний гольф-клуб PGA                           | Палм-Біч-Гарденс, Флорида              | Тоні Джеклін          | Джек Ніклос     |
| 1985 | Європа          | 16½–11½ | США                        | Белфрай, Траса Брабазон                               | Вошоу, Ворікшир, Англія                | Тоні Джеклін          | Лі Тревіно      |
| 1987 | Європа          | 15–13   | США                        | Муїрфілд-Вілледж                                      | Дублін, Огайо                          | Тоні Джеклін          | Джек Ніклос     |
| 1989 | Європа[A]       | 14–14†  | США                        | Белфрай, Траса Брабазон                               | Вошоу, Ворікшир, Англія                | Тоні Джеклін          | Реймонд Флойд   |
| 1991 | США             | 14½–13½ | Європа                     | Гольфовий курорт острова К'ява, Траса Океан           | Острів К'ява, Південна Кароліна        | Бернард Галлахер      | Дейв Стоктон    |
| 1993 | США             | 15–13   | Європа                     | Белфрай, Траса Брабазон                               | Вошоу, Ворікшир, Англія                | Бернард Галлахер      | Том Вотсон      |
| 1995 | Європа          | 14½–13½ | США                        | Кантрі-клуб Оук-Гілл, Східна траса                    | Рочестер, Нью-Йорк                     | Бернард Галлахер      | Ленні Водкінс   |
| 1997 | Європа          | 14½–13½ | США                        | Гольф-клуб Валдеррама                                 | Сотогранде, Андалусія, Іспанія         | Север'яно Баллестерос | Том Кайт        |
| 1999 | США             | 14½–13½ | Європа                     | Кантрі-клуб, Траса Композит                           | Бруклайн, Массачусетс                  | Марк Джеймс           | Бен Креншоу     |
| 2002 | Європа          | 15½–12½ | США                        | Белфрай, Траса Брабазон                               | Вошоу, Ворікшир, Англія                | Сем Торренс           | Кертіс Стрейндж |
| 2004 | Європа          | 18½–9½  | США                        | Кантрі-клуб Оук-Гілл, Південна траса                  | Блумфілд-Гіллс, Мічиган                | Бернгард Лангер       | Гел Саттон      |
| 2006 | Європа          | 18½–9½  | США                        | К-клуб, Траса Палмера                                 | Страффан, Кілдер, Ірландія             | Ієн Вузнем            | Том Леман       |
| 2008 | США             | 16½–11½ | Європа                     | Гольф-клуб Вальгала                                   | Луїсвілл, Кентуккі                     | Нік Фалдо             | Пол Азінджер    |
| 2010 | Європа          | 14½–13½ | США                        | Курорт Селтік-Мейнор, Траса Твенті-тен                | Ньюпорт, Уельс                         | Колін Монтгомері      | Корі Пейвін     |
| 2012 | Європа          | 14½–13½ | США                        | Кантрі-клуб Медайни, Траса 3                          | Медайна, Іллінойс                      | Хосе Марія Оласабаль  | Девіс Лав III   |
| 2014 | Європа          | 16½–11½ | США                        | Шотландія                                             | Гленіглз                               | Пол Макгінлі          | Том Вотсон      |
| 2016 | США             | 17–11   | Європа                     | США, Національний гольф-клуб Гейзелтайн               | Часка, Міннесота                       | Даррен Кларк          | Девіс Лав III   |
| 2018 | Європа          | 17½–10½ | США                        | Le Golf National, Франція                             | Гіянкур                                | Томас Б'єрн           | Джим Ф'юрик     |
| 2021 | США             | 19–9    | Європа                     | Вістлінг стрейтс                                      | Вісконсін, США                         | Подрег Гаррінгтон     | Стів Стрікер    |
| 2023 | Європа          | 16½–11½ | США                        | Заміський клуб гольфу й відпочинку імені Марко Сімоне | Рим, Італія                            | Люк Доналд            | Зак Джонсон     |